# Koen Vanhoutte
Koenraad Vanhoutte (Oostende, 31 augustus 1957) is een katholiek priester uit het bisdom Brugge en hulpbisschop in het aartsbisdom Mechelen-Brussel.

## Biografie
Vanhoutte is afkomstig uit Moere, een polderdorpje bij Gistel waar ook de Antwerpse bisschop Johan Bonny vandaan komt. Hij liep school aan het Onze-Lieve-Vrouwecollege van Gistel (het huidige Sint-Godelievecollege) en Oostende. Hij werd in Moere op 17 juli 1983 tot priester gewijd. Hij is bachelor in de wijsbegeerte (Katholieke Universiteit Leuven) en doctor in de theologie (Pauselijke Universiteit Gregoriana te Rome). Sinds 29 juni 1985 doceerde hij liturgie en algemene sacramentenleer als professor aan het Grootseminarie van Brugge.
Op 1 juli 2005 werd hij benoemd tot bisschoppelijk vicaris voor de parochies en de liturgie in opvolging van de overleden vicaris Noël Vangansbeke. In september 2005 werd hij kanunnik van het kathedraalkapittel. Hij werd verantwoordelijk voor de parochiepastoraal, de liturgie en de vorming van leken. Hij was lid van de Bisschopsraad, van de Uitgebreide bisschopsraad, van het Consultorencollege en van de Diocesane priesterraad. Op 30 juni 2006 werd hij ook nog benoemd tot president van het Grootseminarie, na het onverwachte overlijden van kanunnik Eric Vanden Berghe. Deze functie vervulde hij tot in 2016.
Als vicaris leidde Vanhoutte het project 'Parochieopbouw 2008-2012'. Hij was voorzitter van de Diocesane liturgische commissie en lid van de Interdiocesane commissie voor liturgische zielzorg. Hij was verantwoordelijke voor 'De Bremstruik' in Roeselare en voorzitter van het Werk voor priesterroepingen, van de Theologische academie - CCV en van het Platform permanente vorming.
Koen Vanhoutte bleef niet onomstreden. Zo zou hij als administrator weinig emoties hebben laten zien en berekend te werk zijn gegaan, intelligent maar autoritair. Onder bisschop Jozef De Kesel werd hij ook de 'schaduwbisschop' genoemd.

## Diocesaan administrator
In ieder bisdom wordt de bisschop bijgestaan door verschillende raadgevende organen, die hij voorzit. Het gaat om de Bisschopsraad, de Uitgebreide bisschopsraad, de Diocesane priesterraad en de Economische raad van het bisdom. Daarnaast is er het Consultorencollege, bestaande uit enkele leden door de bisschop gekozen uit de priesterraad en dat vooral verantwoordelijkheid krijgt wanneer er geen bisschop meer is. Het Consultorencollege is meestal samengesteld uit de vicarissen van het bisdom die lid zijn van de diocesane priesterraad en een paar gecoöpteerde leden uit de priesterraad.
Het komt het diocesaan college van consultoren toe om, wanneer een bisschopszetel vacant wordt, zonder uitstel een tijdelijk vervanger te verkiezen. Na het ontslag van bisschop Roger Vangheluwe kwam het consultorencollege van het bisdom Brugge hiervoor op 26 april 2010 in het bisschopshuis bijeen. Dit college, bestaande uit de kanunniken en vicarissen Herman Vandecasteele (voorzitter), Jean-Pierre De Rudder, Kristiaan Depoortere, Antoon Vansteeland, Filip Debruyne en Koen Vanhoutte, aangevuld met kanunnik Jan Tilleman en priester Jozef Craeynest, verkoos op 26 april 2010 Koen Vanhoutte tot diocesane administrator. Hij aanvaardde de opdracht, legde de eed af en sprak de geloofsbelijdenis uit. De diocesane administrator bestuurde het bisdom, volgens canones 416-430 van het kerkelijk wetboek, tot de paus een nieuwe bisschop benoemde.
In kerkelijke milieus werd Koen Vanhoutte vaak genoemd als mogelijke opvolger van Vangheluwe. Nochtans, na de bijzondere commotie veroorzaakt door de voorgaande bisschop, werd de aanstelling van iemand van buiten het bisdom en die al de bisschoppelijke waardigheid bezat, verkieslijker geacht. Op 25 juni 2010 werd Jozef De Kesel, hulpbisschop van Mechelen-Brussel, tot 26ste bisschop van Brugge benoemd. Op 10 juli daaropvolgend nam hij bezit van zijn bisdom, tijdens een plechtigheid in de Sint-Salvatorskathedraal. Hiermee kwam een einde aan de opdracht van de diocesaan administrator, die opnieuw zijn vorige functies voltijds opnam.
Op 14 juli 2010 benoemde de bisschop hem tot vicaris-generaal, met behoud van zijn vorige bevoegdheden, in opvolging van vicaris-generaal Herman Vandecasteele die eervol ontslag verkreeg.
Op 14 december 2015 werd Koen Vanhoutte opnieuw gekozen tot diocesaan administrator nadat Jozef De Kesel bezit had genomen van de zetel van het aartsbisdom Mechelen-Brussel. Vanhoutte vervulde dit ambt tot 4 december 2016, de datum waarop Lode Aerts zijn taak als 27ste bisschop van Brugge opnam. Hij bleef verder vicaris-generaal, zonder nog president van het seminarie te blijven.

## Hulpbisschop
Op 18 mei 2018 benoemde paus Franciscus Vanhoutte tot titulair bisschop van Thagora en hulpbisschop van het aartsbisdom Mechelen-Brussel, voor het vicariaat Vlaams-Brabant en Mechelen, in opvolging van de in juni 2017 overleden Leon Lemmens.
Hij koos als wapenspreuk Veni sancte Spiritus – Kom, heilige Geest. De bisschopswijding werd vastgesteld op 2 september 2018, in de Sint-Romboutskathedraal in Mechelen.
Naar aanleiding van zijn bisschopsbenoeming, werd hierop vanuit bepaalde hoeken zeer positief gereageerd. Hij werd op de digitale nieuwsbrief Kerknet omschreven als 'dienstbaar' en 'standvastig'. Iemand beschreef hem als 'integer', 'gelijkmoedig' en 'stipt'. Kardinaal De Kesel beschreef hem als 'zeer toegewijd, met grote inzet en werkkracht, diep gelovig en zeer bekommerd om mensen en geloofsgemeenschappen'. Er waren ook negatieve stemmen.

## Publicatie
- Op adem komen, Antwerpen, Halewijn, 2019, ISBN 978 90 8528 549 6